# Lasianthus hispidulus
Lasianthus hispidulus là một loài thực vật có hoa trong họ Thiến thảo. Loài này được (Drake) Pit. mô tả khoa học đầu tiên năm 1924.